# Município de Staunton (condado de Miami, Ohio)
O município de Staunton (em inglês: Staunton Township) é um município localizado no condado de Miami no estado estadounidense de Ohio. No ano de 2010 tinha uma população de 2.090 habitantes e uma densidade populacional de 30,69 pessoas por km².

## Geografia
O município de Staunton encontra-se localizado nas coordenadas 40° 04′ 15″ N, 84° 11′ 06″ O. Segundo o Departamento do Censo dos Estados Unidos, o município tem uma superfície total de 68.1 km², da qual 67,65 km² correspondem a terra firme e (0,66 %) 0,45 km² é água.

## Demografia
Segundo o censo de 2010, tinha 2.090 habitantes residindo no município de Staunton. A densidade populacional era de 30,69 hab./km². Dos 2.090 habitantes, o município de Staunton estava composto pelo 97,7 % brancos, o 0,29 % eram afroamericanos, o 0,1 % eram amerindios, o 0,77 % eram asiáticos, o 0,81 % eram de outras raças e o 0,33 % eram de uma mistura de raças. Do total da população o 1,48 % eram hispanos ou latinos de qualquer raça.